# 보천청년역
보천청년역(普天靑年驛)은 조선민주주의인민공화국 량강도 보천군 가산리에 위치해 있는 삼지연선의 철도역이다. 예전에는 가림역(佳林驛)이라는 명칭이며, 보천선의 기점역이었다.

## 참고 문헌
- 고쿠부 하야토(国分隼人), 《장군님의 철도-북조선 철도사정》, 新潮社, 2007, ISBN 978-4-10-303731-6